# Grand Prix moto du Qatar 2005
Le Grand Prix moto du Qatar 2005 fut la quatorzième manche du championnat du monde de vitesse moto 2005. La compétition s'est déroulée durant le week-end du 29 septembre au 1er octobre sur les 5,380 kilomètres du circuit international de Losail au Qatar.

## Classement Moto GP
| Pos. | Pilote           | Constructeur | Temps/Écart     | Grille | Points |
| ---- | ---------------- | ------------ | --------------- | ------ | ------ |
| 1    | Valentino Rossi  | Yamaha       | 43 min 33 s 759 | 3      | 25     |
| 2    | Marco Melandri   | Honda        | +1 s 670        | 5      | 20     |
| 3    | Nicky Hayden     | Honda        | +5 s 536        | 8      | 16     |
| 4    | Colin Edwards    | Yamaha       | +14 s 737       | 4      | 13     |
| 5    | Sete Gibernau    | Honda        | +20 s 431       | 2      | 11     |
| 6    | Carlos Checa     | Ducati       | +31 s 432       | 6      | 10     |
| 7    | Shinya Nakano    | Kawasaki     | +32 s 983       | 7      | 9      |
| 8    | Toni Elias       | Yamaha       | +39 s 888       | 9      | 8      |
| 9    | Alex Barros      | Honda        | +41 s 792       | 14     | 7      |
| 10   | Loris Capirossi  | Ducati       | +44 s 252       | 1      | 6      |
| 11   | Kenny Roberts Jr | Suzuki       | +48 s 745       | 11     | 5      |
| 12   | Roberto Rolfo    | Ducati       | +1 min 01 s 991 | 15     | 4      |
| 13   | Shane Byrne      | Honda        | +1 min 04 s 805 | 17     | 3      |
| 14   | Ruben Xaus       | Yamaha       | +1 min 13 s 824 | 16     | 2      |
| 15   | James Ellison    | Blata        | 18              | 1      |        |
| 16   | Franco Battaini  | Blata        | +1 tour         | 19     |        |
| 17   | John Hopkins     | Suzuki       | +1 tour         | 13     |        |
| Abd. | Makoto Tamada    | Honda        | Abandon         | 10     |        |
| Abd. | Max Biaggi       | Honda        | Abandon         | 12     |        |

## Classement 250 cm3
| Pos  | Pilote            | Constructeur | Temps/Écart     | Grille | Points |
| ---- | ----------------- | ------------ | --------------- | ------ | ------ |
| 1    | Casey Stoner      | Aprilia      | 41 min 22 s 628 | 3      | 25     |
| 2    | Jorge Lorenzo     | Honda        | +1 s 566        | 1      | 20     |
| 3    | Andrea Dovizioso  | Honda        | +2 s 603        | 6      | 16     |
| 4    | Dani Pedrosa      | Honda        | +2 s 659        | 4      | 13     |
| 5    | Sebastian Porto   | Aprilia      | +4 s 867        | 5      | 11     |
| 6    | Hiroshi Aoyama    | Honda        | +29 s 971       | 7      | 10     |
| 7    | Hector Barbera    | Honda        | +32 s 708       | 9      | 9      |
| 8    | Yuki Takahashi    | Honda        | +46 s 470       | 10     | 8      |
| 9    | Sylvain Guintoli  | Aprilia      | +46 s 849       | 11     | 7      |
| 10   | Taro Sekiguchi    | Aprilia      | +1 min 01 s 682 | 19     | 6      |
| 11   | Alex Debón        | Honda        | +1 min 01 s 696 | 18     | 5      |
| 12   | Mirko Giansanti   | Aprilia      | +1 min 01 s 780 | 16     | 4      |
| 13   | Martín Cárdenas   | Aprilia      | +1 min 02 s 795 | 22     | 3      |
| 14   | Steve Jenkner     | Aprilia      | +1 min 03 s 952 | 17     | 2      |
| 15   | Andrea Ballerini  | Aprilia      | +1 min 04 s 917 | 15     | 1      |
| 16   | Chaz Davies       | Aprilia      | +1 min 06 s 194 | 21     |        |
| 17   | Simone Corsi      | Aprilia      | +1 min 21 s 004 | 20     |        |
| 18   | Dirk Heidolf      | Honda        | +1 min 36 s 546 | 23     |        |
| 19   | Mathieu Gines     | Aprilia      | +1 min 51 s 045 | 28     |        |
| 20   | Alex Baldolini    | Aprilia      | +2 min 02 s 105 | 25     |        |
| Abd. | Erwan Nigon       | Aprilia      | Abandon         | 24     |        |
| Abd. | Randy de Puniet   | Aprilia      | Abandon         | 8      |        |
| Abd. | Jakub Smrž        | Honda        | Abandon         | 14     |        |
| Abd. | Arnaud Vincent    | Fantic       | Abandon         | 26     |        |
| Abd. | Radomil Rous      | Honda        | Abandon         | 27     |        |
| Abd. | Alex De Angelis   | Aprilia      | Abandon         | 2      |        |
| Abd. | Roberto Locatelli | Aprilia      | Abandon         | 12     |        |

## Classement 125 cm3
| Pos  | Pilote            | Constructeur | Temps/Écart     | Grille | Points |
| ---- | ----------------- | ------------ | --------------- | ------ | ------ |
| 1    | Gabor Talmacsi    | KTM          | 39 min 23 s 248 | 2      | 25     |
| 2    | Mika Kallio       | KTM          | +0 s 017        | 1      | 20     |
| 3    | Marco Simoncelli  | Aprilia      | +9 s 571        | 7      | 16     |
| 4    | Mike Di Meglio    | Honda        | +11 s 815       | 10     | 13     |
| 5    | Hector Faubel     | Aprilia      | +12 s 169       | 11     | 11     |
| 6    | Thomas Lüthi      | Honda        | +12 s 303       | 9      | 10     |
| 7    | Manuel Poggiali   | Gilera       | +12 s 565       | 6      | 9      |
| 8    | Julián Simón      | KTM          | +12 s 571       | 4      | 8      |
| 9    | Mattia Pasini     | Aprilia      | +17 s 571       | 3      | 7      |
| 10   | Fabrizio Lai      | Honda        | +19 s 757       | 5      | 6      |
| 11   | Joan Olive        | Aprilia      | +22 s 037       | 13     | 5      |
| 12   | Sergio Gadea      | Aprilia      | +24 s 205       | 18     | 4      |
| 13   | Raffaele de Rosa  | Aprilia      | +25 s 342       | 14     | 3      |
| 14   | Tomoyoshi Koyama  | Honda        | +27 s 965       | 16     | 2      |
| 15   | Enrique Jerez     | Derbi        | +37 s 241       | 23     | 1      |
| 16   | Lorenzo Zanetti   | Aprilia      | +43 s 704       | 36     |        |
| 17   | Sandro Cortese    | Honda        | +44 s 855       | 21     |        |
| 18   | Aleix Espargaro   | Honda        | +44 s 870       | 17     |        |
| 19   | Andrea Iannone    | Aprilia      | +45 s 521       | 20     |        |
| 20   | Alexis Masbou     | Honda        | +49 s 011       | 15     |        |
| 21   | Dario Giuseppetti | Aprilia      | +50 s 024       | 26     |        |
| 22   | Alvaro Bautista   | Honda        | +50 s 059       | 12     |        |
| 23   | Gioele Pellino    | Malaguti     | +50 s 299       | 24     |        |
| 24   | Mateo Tunez       | Aprilia      | +56 s 956       | 27     |        |
| 25   | Jordi Carchano    | Aprilia      | +57 s 020       | 28     |        |
| 26   | Federico Sandi    | Honda        | +1 min 14 s 927 | 30     |        |
| 27   | Hiroaki Kuzuhara  | Honda        | +1 min 29 s 137 | 33     |        |
| 28   | Karel Abraham     | Aprilia      | +1 min 29 s 158 | 31     |        |
| 29   | Imre Tóth         | Aprilia      | +1 min 39 s 784 | 34     |        |
| Abd. | Michele Pirro     | Malaguti     | Abandon         | 29     |        |
| Abd. | Ángel Rodríguez   | Honda        | Abandon         | 8      |        |
| Abd. | Pablo Nieto       | Derbi        | Abandon         | 19     |        |
| Abd. | Manuel Hernandez  | Aprilia      | Abandon         | 25     |        |
| Abd. | Lukas Pesek       | Derbi        | Abandon         | 22     |        |
| Abd. | Sasha Hommel      | Honda        | Abandon         | 35     |        |
| Abd. | David Bonache     | Honda        | Abandon         | 32     |        |